# Puntasjärvi
Puntasjärvi är en sjö i kommunen Ylöjärvi i landskapet Birkaland i Finland. Sjön ligger 184,6 meter över havet. Arean är 57 hektar och strandlinjen är 6,34 kilometer lång. Sjön  ingår i Kumo älvs huvudavrinningsområde.   Den ligger omkring 63 km norr om Tammerfors och omkring 220 km norr om Helsingfors. 